# Geordie Shore: A Batalha
Geordie Shore: A Batalha (em inglês:  Geordie Shore: Big Birthday Battle), é um spin-off do reality Geordie Shore, um programa de televisão britânico com sede em Newcastle upon Tyne, foi confirmado em 6 de fevereiro de 2016, seguindo a vitoria de Scott no Celebrity Big Brother, foi anunciado que ele estaria filmando a próxima temporada de Geordie Shore no dia seguinte. No entanto, em 12 de fevereiro de 2016 foi confirmado que o elenco antigo e o atual estaria se reunindo para uma mini-série para comemorar cinco anos do show. A série começou a ser exibida em 10 de maio de 2016. Ele apresenta todos os membros do elenco atual, até aquele momento, e o retorno dos ex-membros do elenco Daniel Thomas-Tuck, James Tindale, Jay Gardner, Kyle Christie, Ricci Guarnaccio e Sophie Kasaei. Os únicos membros do elenco que não retornaram para esta série foram Greg Lake, Rebecca Walker e Vicky Pattison. Esta série é classificada como "Geordie Shore: Big Birthday Battle" e não faturada como a décima terceira temporada. A série também apresenta uma nova torção com Gaz e Charlotte indo cabeça a cabeça como capitães da equipe planejando as melhores noites para sua equipe. Esta série inclui um episódio especial que areja no quinto aniversário, em 24 maio 2016 que caracteriza as reações dos episódios precedentes de Geordie. A série também inclui o 100º episódio do show, exibido em 31 de maio de 2016. Em 1 de junho de 2016, foi anunciado que o membro do elenco original Charlotte Crosby tinha desistido do show e que esta seria sua temporada final.

## Elenco
| Time Charlotte: - Aaron Chalmers - Charlotte-Letitia Crosby - Daniel Thomas-Tuck - Holly Hagan - James Tindale - Marty McKenna - Nathan Henry - Scott Timlin | Time Gary: - Chantelle Connelly - Chloe Ferry - Gaz Beadle - Jay Gardner - Marnie Simpson - Ricci Guarnaccio - Sophie Kasaei - Kyle Christie |

### Duração do elenco
| Membros   | A Batalha | A Batalha | A Batalha | A Batalha | A Batalha | A Batalha | A Batalha | A Batalha | A Batalha | A Batalha |
| Membros   | 1         | 2         | 3         | 4         | 5         | 6         |           |           |           |           |
| Aaron     |           |           |           |           |           |           |           |           |           |           |
| Chantelle |           |           |           |           |           |           |           |           |           |           |
| Charlotte |           |           |           |           |           |           |           |           |           |           |
| Chloe     |           |           |           |           |           |           |           |           |           |           |
| Dan       |           |           |           |           |           |           |           |           |           |           |
| Gaz       |           |           |           |           |           |           |           |           |           |           |
| Holly     |           |           |           |           |           |           |           |           |           |           |
| James     |           |           |           |           |           |           |           |           |           |           |
| Jay       |           |           |           |           |           |           |           |           |           |           |
| Kyle      |           |           |           |           |           |           |           |           |           |           |
| Marnie    |           |           |           |           |           |           |           |           |           |           |
| Marty     |           |           |           |           |           |           |           |           |           |           |
| Nathan    |           |           |           |           |           |           |           |           |           |           |
| Ricci     |           |           |           |           |           |           |           |           |           |           |
| Scott     |           |           |           |           |           |           |           |           |           |           |
| Sophie    |           |           |           |           |           |           |           |           |           |           |
| --------- | --------- | --------- | --------- | --------- | --------- | --------- | --------- | --------- | --------- | --------- |

     = "Membro" é destaque neste episódio.
     = "Membro" chega na casa.
     = "Membro" sai voluntariamente da casa.
     = "Membro" sai e retorna para a casa no mesmo episódio.
     = "Membro" é removido da casa.
     = "Membro" volta para a casa.
     = "Membro" aparece neste episódio, mas está fora da casa.
     = "Membro" deixa a série.
     = "Membro" retorna para a série.
     = "Membro" não aparece neste episódio.
     = "Membro" não é oficialmente um membro do elenco neste episódio.

## Episódios
| No. na série | No. na temporada | Título                | Transmissão original | Duração    | Visualizações no UK |
| ------------ | ---------------- | --------------------- | -------------------- | ---------- | ------------------- |
| 97           | 1                | Episódio 1            | 10 de maio de 2016   | 60 minutos | 1,186,000           |
| 98           | 2                | Episódio 2            | 17 de maio de 2016   | 60 minutos | 1,196,000           |
| –            | –                | A Reação dos Geordies | 24 de maio de 2016   | 60 minutos | 463,000             |
| 99           | 3                | Episódio 3            | 24 de maio de 2016   | 60 minutos | 1,158,000           |
| 100          | 4                | Episódio 4            | 31 de maio de 2016   | 60 minutos | 1,303,000           |
| 101          | 5                | Episódio 5            | 7 de junho de 2016   | 60 minutos | 1,175,000           |
| 102          | 6                | Episódio 6            | 14 de junho de 2016  | 60 minutos | 1,150,000           |

## Classificação
| Episódio              | Data                | Classificação oficial da MTV | Ranking semanal da MTV | Classificação oficial da MTV+1 | Total de telespectadores da MTV |
| --------------------- | ------------------- | ---------------------------- | ---------------------- | ------------------------------ | ------------------------------- |
| Episódio 1            | 10 de maio de 2016  | 1,136,000                    | 1                      | 50,000                         | 1,186,000                       |
| Episódio 2            | 17 de maio de 2016  | 1,129,000                    | 1                      | 67,000                         | 1,196,000                       |
| A Reação dos Geordies | 24 de maio de 2016  | 443,000                      | 2                      | 20,000                         | 463,000                         |
| Episódio 3            | 24 de maio de 2016  | 1,115,000                    | 1                      | 43,000                         | 1,158,000                       |
| Episódio 4            | 31 de maio de 2016  | 1,256,000                    | 1                      | 47,000                         | 1,303,000                       |
| Episódio 5            | 7 de junho de 2016  | 1,112,000                    | 1                      | 63,000                         | 1,175,000                       |
| Episódio 6            | 14 de junho de 2016 | 1,100,000                    | 1                      | 50,000                         | 1,150,000                       |